# Titularbistum Dibona
Dibon/Dibona ist ein Titularbistum der römisch-katholischen Kirche. 
Es geht zurück auf ein ehemaliges Bistum der antiken Stadt Dhiban in der römischen Provinz Syria Palaestina bzw. in der Spätantike Palaestina salutaris an der Ostküste des Toten Meeres, das der Kirchenprovinz Petra angehörte.
| Titularbischöfe von Dibon/Dibona |                                                                       |                                                     |                    |                   |
| Nr.                              | Name                                                                  | Amt                                                 | von                | bis               |
| 1                                | Giovanni Francisco Ingenuo                                            |                                                     | 18. September 1741 | 1744              |
| 2                                | Johann Christoph von Crass                                            | Weihbischof in Paderborn (Deutschland)              | 9. März 1746       | 6. März 1751      |
| 3                                | Pál Révay                                                             | Weihbischof in Esztergom (Ungarn)                   | 12. März 1753      | 1. Februar 1770   |
| 4                                | Hyacinthe Sigismond Gerdil B                                          |                                                     | 17. Februar 1777   | 15. Dezember 1777 |
| 5                                | Johann Karl Reichsgraf von Hohenzollern-Hechingen                     | Weihbischof in Kulm (Deutschland)                   | 20. Juli 1778      | 31. Januar 1785   |
| 6                                | Kajetan Maria Reisach CR (Kajetan Maria Ignaz Judas Thaddäus Reisach) |                                                     | 11. April 1791     | 18. Juni 1805     |
| 7                                | Giuseppe Romero                                                       |                                                     | 8. Januar 1866     | 5. Juli 1875      |
| 8                                | James O’Connor                                                        | Apostolischer Vikar von Omaha (USA)                 | 26. Juni 1876      | 2. Oktober 1885   |
| 9                                | Joseph-Felix Blanc SM                                                 | Apostolischer Vikar von Zentral-Ozeanien (Ozeanien) | 17. Februar 1912   | 8. Juni 1962      |
| 10                               | Peter Birch                                                           | Koadjutorbischof von Ossory (Irland)                | 24. Juli 1962      | 10. Januar 1964   |